# Allochroa layardi
Allochroa layardi is een slakkensoort uit de familie van de Ellobiidae. De wetenschappelijke naam van de soort is voor het eerst geldig gepubliceerd in 1855 door H. Adams & A. Adams.